# Sessiluncus colchicus
Sessiluncus colchicus är en spindeldjursart som beskrevs av Bregetova 1977. Sessiluncus colchicus ingår i släktet Sessiluncus och familjen Ologamasidae. Inga underarter finns listade i Catalogue of Life.